# Pehr Ziervogel
Pehr Ziervogel, född den 21 januari 1772, död den 1 juli 1845 i Delft, var en svenskfödd sjömilitär. Han var kusins son till Evald Ziervogel.
Ziervogel deltog som fänrik i slaget vid Hogland (1788), gick 1794 i holländsk tjänst, där han betedde sig dugligt, särskilt som chef på ett 50-kanonskepp i ett slag vid Algeriets kust 1816, och avancerade slutligen till viceamiral.